# Тюлёсанд
Тюлёсанд (швед. Tylösand) — населённый пункт в коммуне Хальмстад, лен Халланд, Швеция, в котором на 2010 год проживало 399 жителей. Он расположен в 7 км к западу от Хальмстада. Тюлёсанд знаменит семикилометровым песчаным пляжем, гольф-клубами и отелем «Tylösand», владельцем которого является участник дуэта Roxette Пер Гессле и Бьёрн Нордштранд.

## История
Древнеримский поэт Вергилий в середине I в. до н. э. упоминает Север как «Ultima Thule», то есть «самый далёкий Север». Римский автор Плиний Старший, который жил в I в. н. э. утверждает, что самое северное место в Thule или Tyle — это место, описанное греком Pytheas из Марселя, который путешествовал со средиземноморского побережья на Север в 300 году до н. э. В 1950-х годах немецкий исследователь W. Koepp связал упомянутые выше цитаты с областью Tylö в лене Халланд на западном побережье Швеции.
Раскопки в районе Tylösand и Söndrum показали следы человеческого присутствия здесь 6000 лет назад во времена каменного века — были найдены топоры и стрелы. На Tylö были найдены артефакты, относящиеся к бронзовому веку. Район Tylösand был подарен Хальмстаду датчанами в 1563 году. Согласно официальным документам, датируемым XVI веком, Tylösand был в большинстве своём населён рыбаками. Было практически невозможно выращивать какой-либо урожай в окрестностях поселения из-за большого процента песка в составе почв. Одно из объяснений состоит в том, что когда деревья срубались, земля не могла больше удерживать песок, который распространялся по всей округе. Область Tyludden и Tylösand была труднодоступна и один из заливов назывался «Tjuvahålan» («воровская дыра») и был популярным у контрабандистов. В 1870 году таможенная служба установила таможенную станцию для борьбы с контрабандистами; в тот же год в Tylö был построен маяк. В 1905 году был построен санаторий для школьников, таким образом Tylösand стал местом отдыха и восстановления здоровья. Морская здравница Тюлёсанда стала широко известной в начале XX века. В 1915 году была построена первая гостиница, а в 1917 владелец гостиницы и королевский фотограф Юхан Халльберг основал «Tylösands Havsbad» («Тюлёсандские морские ванны»). В 1927 году компания «Tylösands Havsbad» построила отель, известный сегодня как отель «Tylösand». Своих первых гостей он принял в 1931 году. Старая гостиница была демонтирована в 1985 году.
В 1920-х стал популярен кемпинг над заливом Tjuvahålan и туристы приезжали сюда и жили в палатках. В 1930-х были построены небольшие коттеджи. В период с 1935 по 1938 год были обустроены поля для игры в гольф.

### Капелла св. Улофа

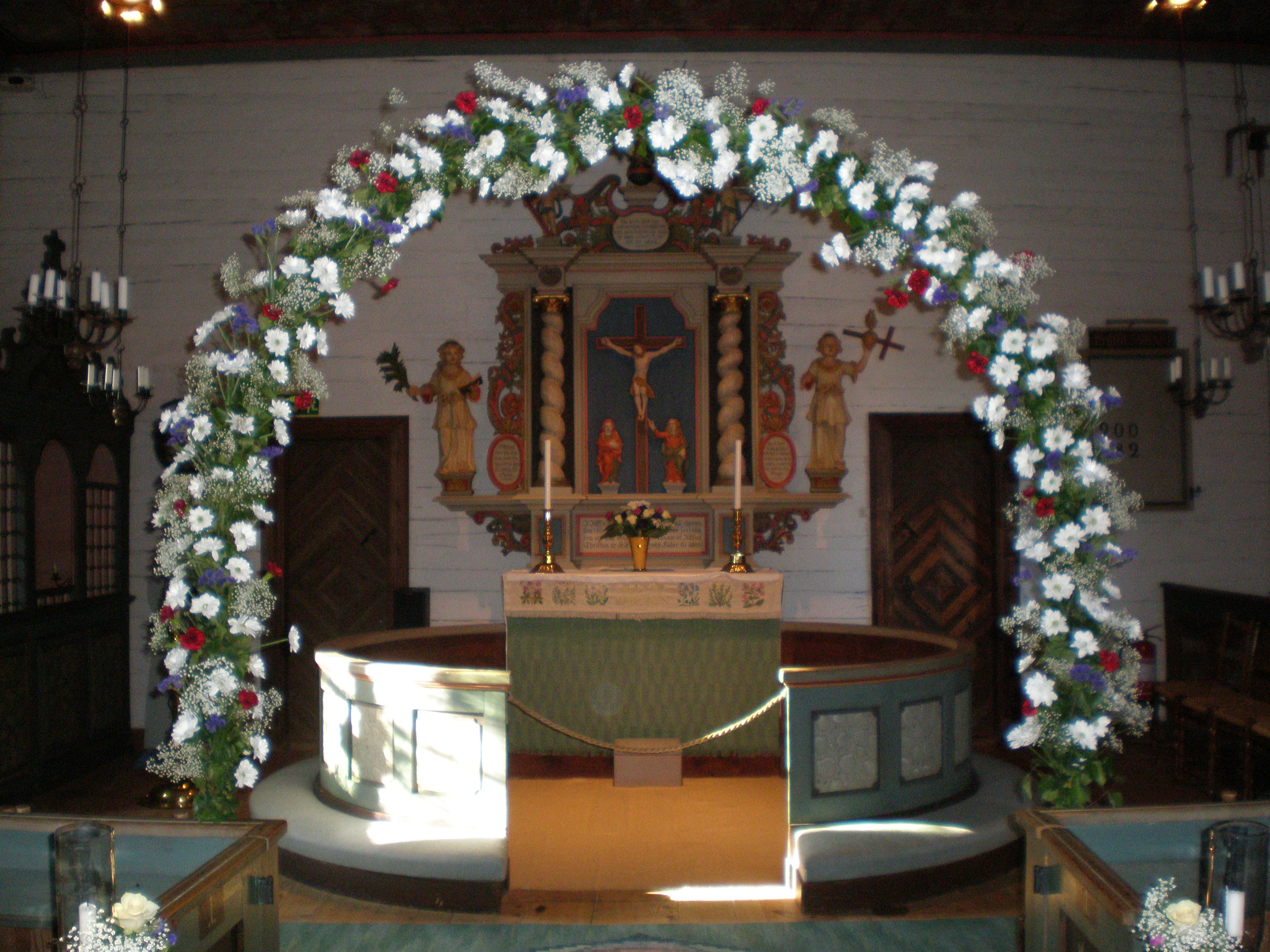
Образец резных деревянных украшений капеллы

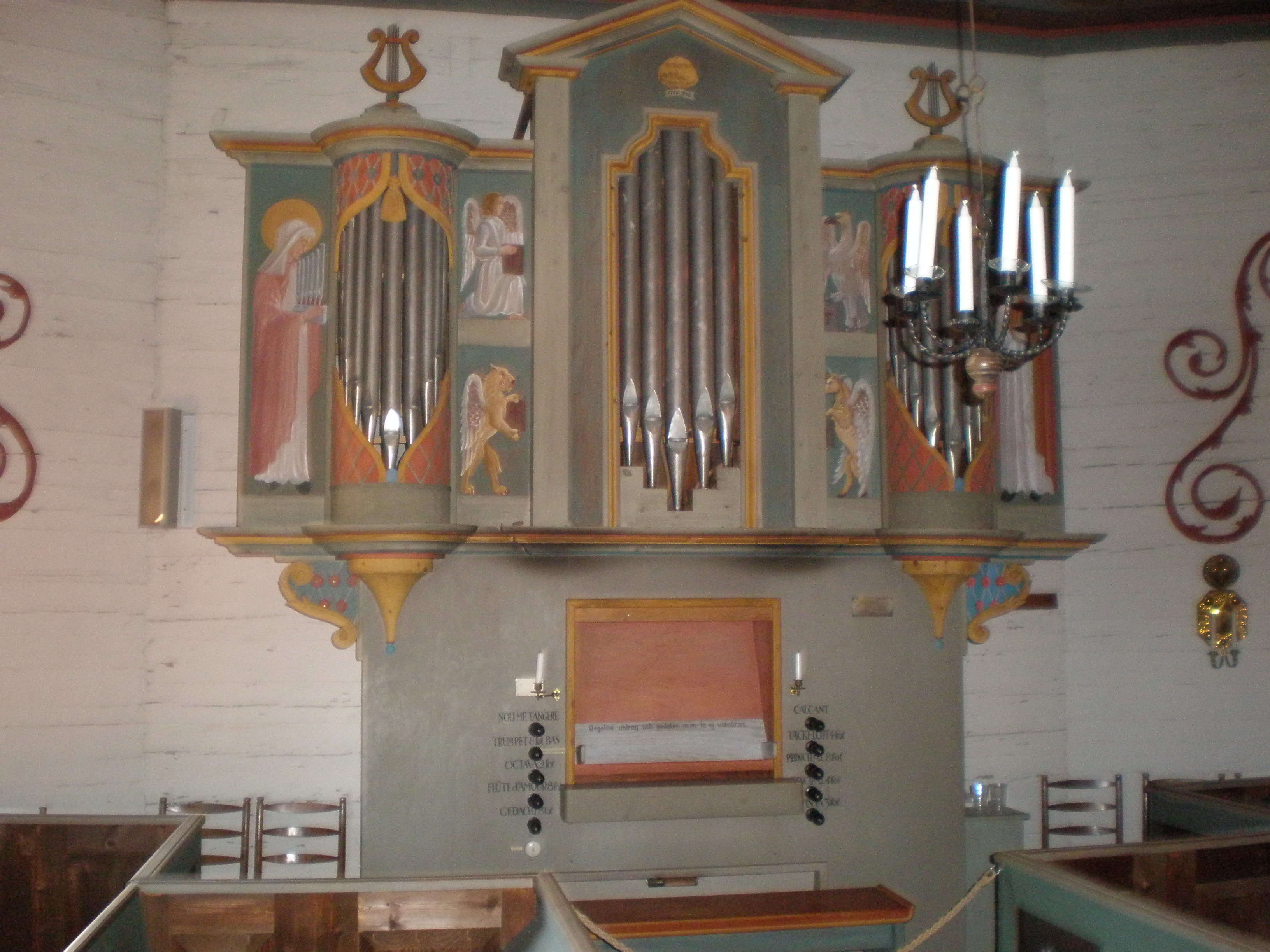
Орган в капелле

Маленькая деревянная капелла св. Улофа находится на вершине каменистого холма между берёз и сосен. Изначально капелла была обнаружена антикваром Эриком Сальвеном в 1931 году, когда он проводил семинар по искусству Греции в Лидхульте, небольшой коммуне на границе ленов Халланд и Смоланд. Там он услышал о деревянной церкви, украшенной резными деревянными орнаментами, построенной в 1721 году и разрушенной позднее в конце XIX века. Небольшая церковь была продана фермеру из деревни Prosteköp и была перестроена в жилой дом. Фермер подумывал снести старую капеллу, потому что она не подходила для проживания пожилой четы, которая там жила, однако Сальвен решил перенести церковь в Тюлёсанд с помощью своего хорошего друга и священника Кнута Петерса. В 1950 году была воздвигнута небольшая капелла св. Улофа.

### Путь принца Бертиля
В период с 1954 по 1997 год и в летние месяцы, шведский принц Бертиль часто отдыхал в своей вилле в Тюлёсанде, расположенной в конце улицы Älgvägen. Дорога длинной 13 км сегодня носит имя принца Бертиля.
Дорога начинается от города Хальмстада и заканчивается у песчаного пляжа Тюлёсанда. По этой дороге могут пройти люди вне зависимости от возраста, а также передвигаться люди в инвалидных креслах. Часть пути проходит сквозь парк с рододендронами, которые были посажены в 1933 году.

## Галерея

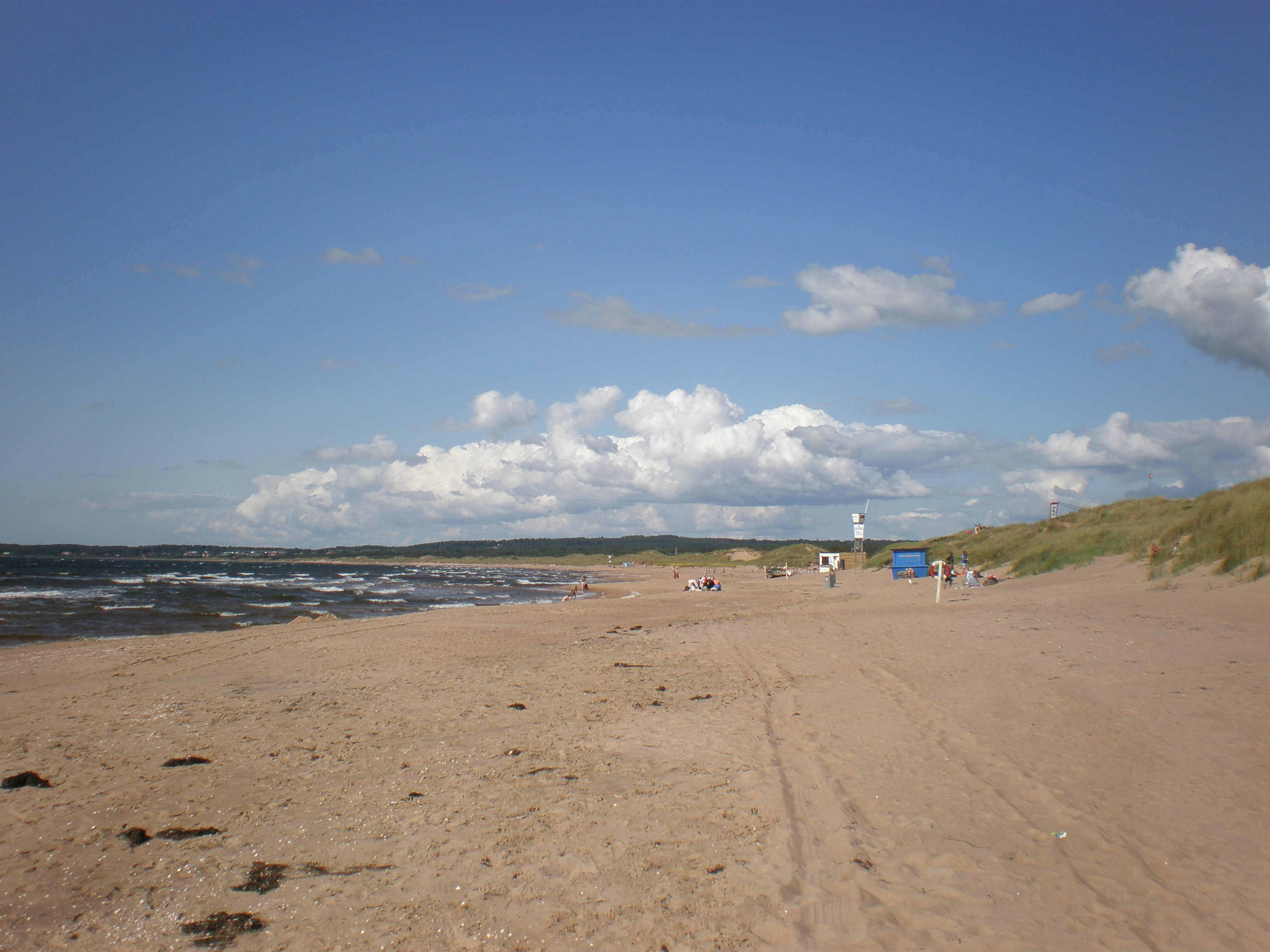
Песчаный пляж Тюлёсанда
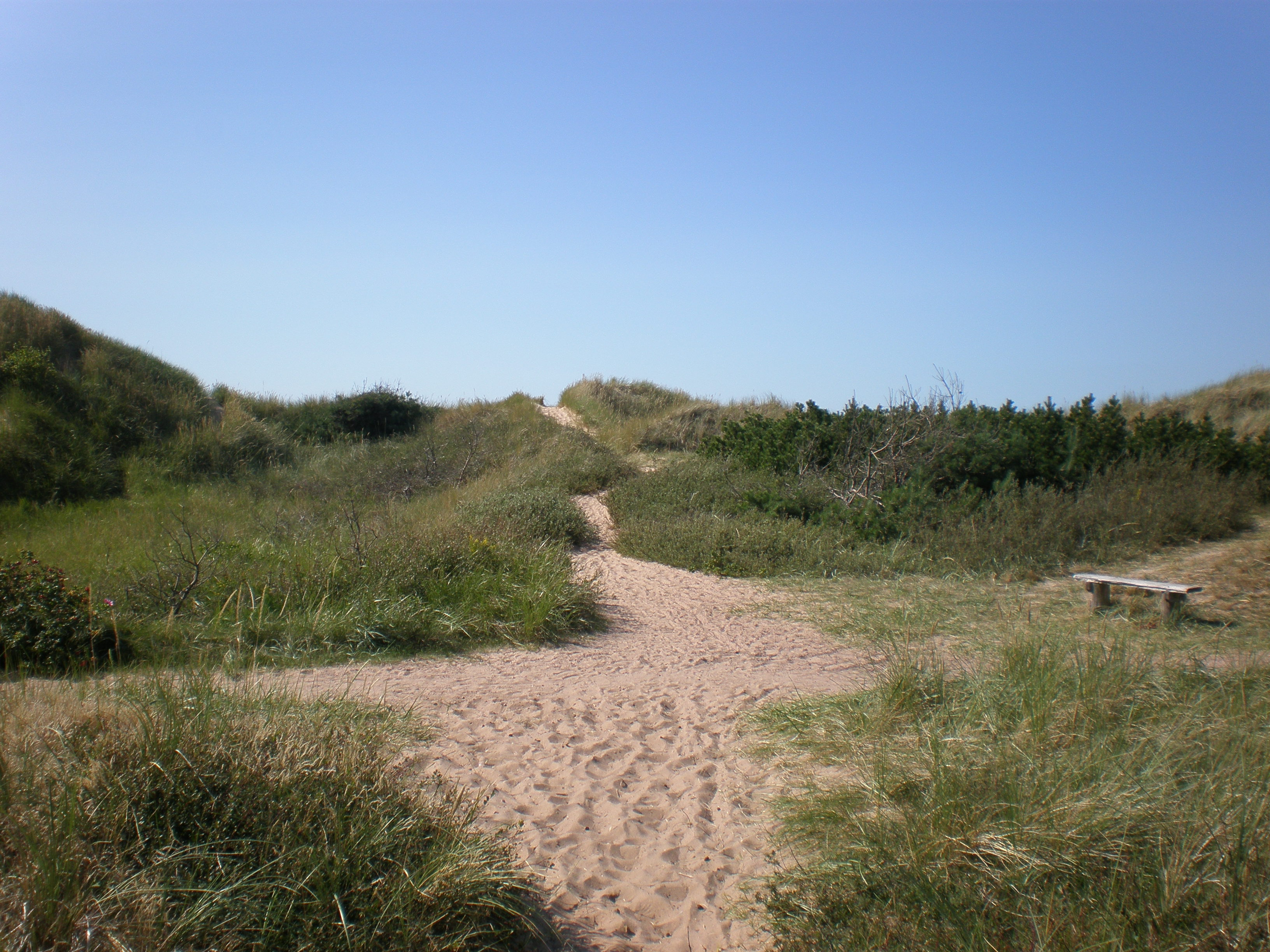
Песчаные дюны Тюсёсанда
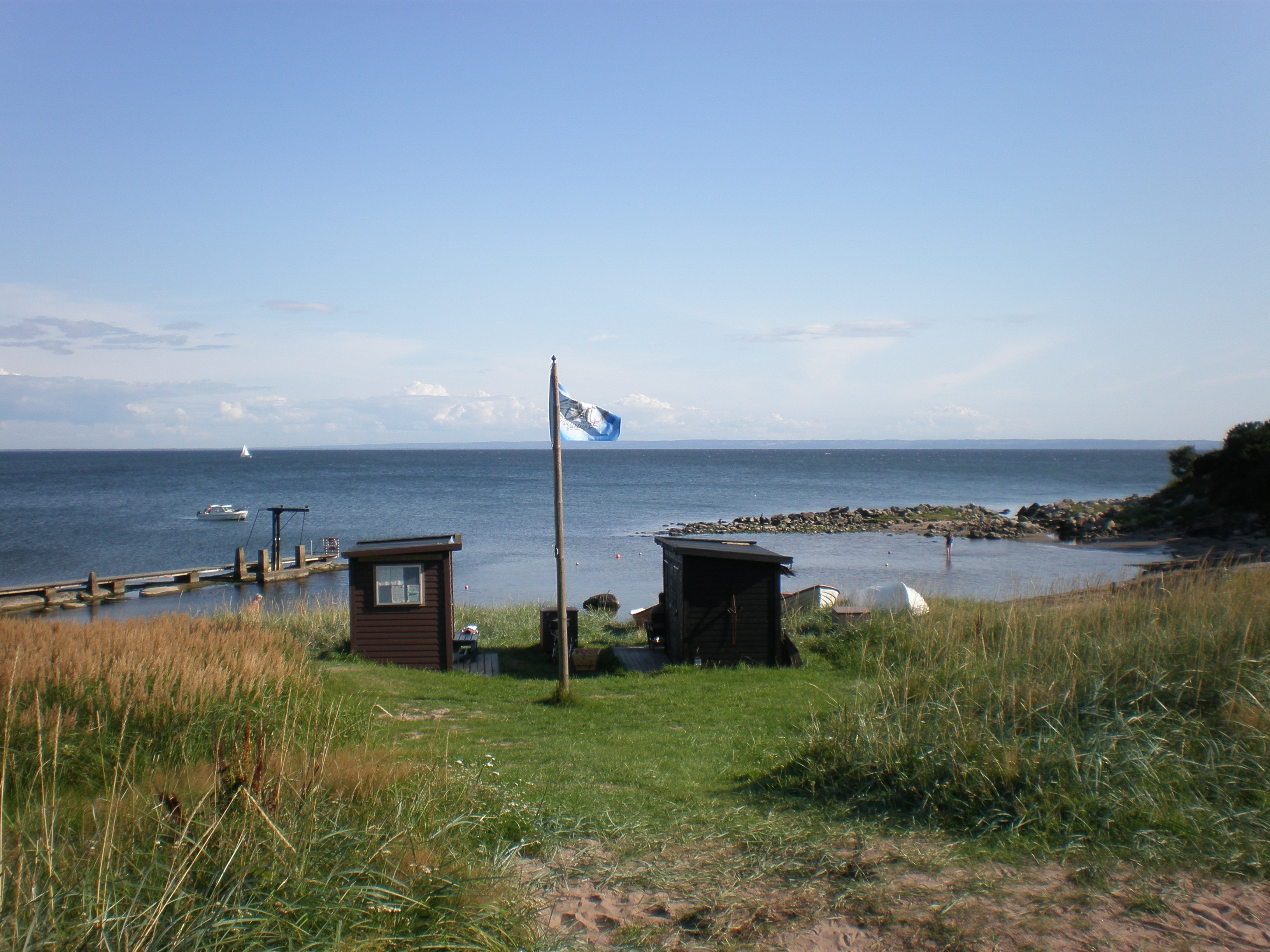
Tjuvahålan в наши дни
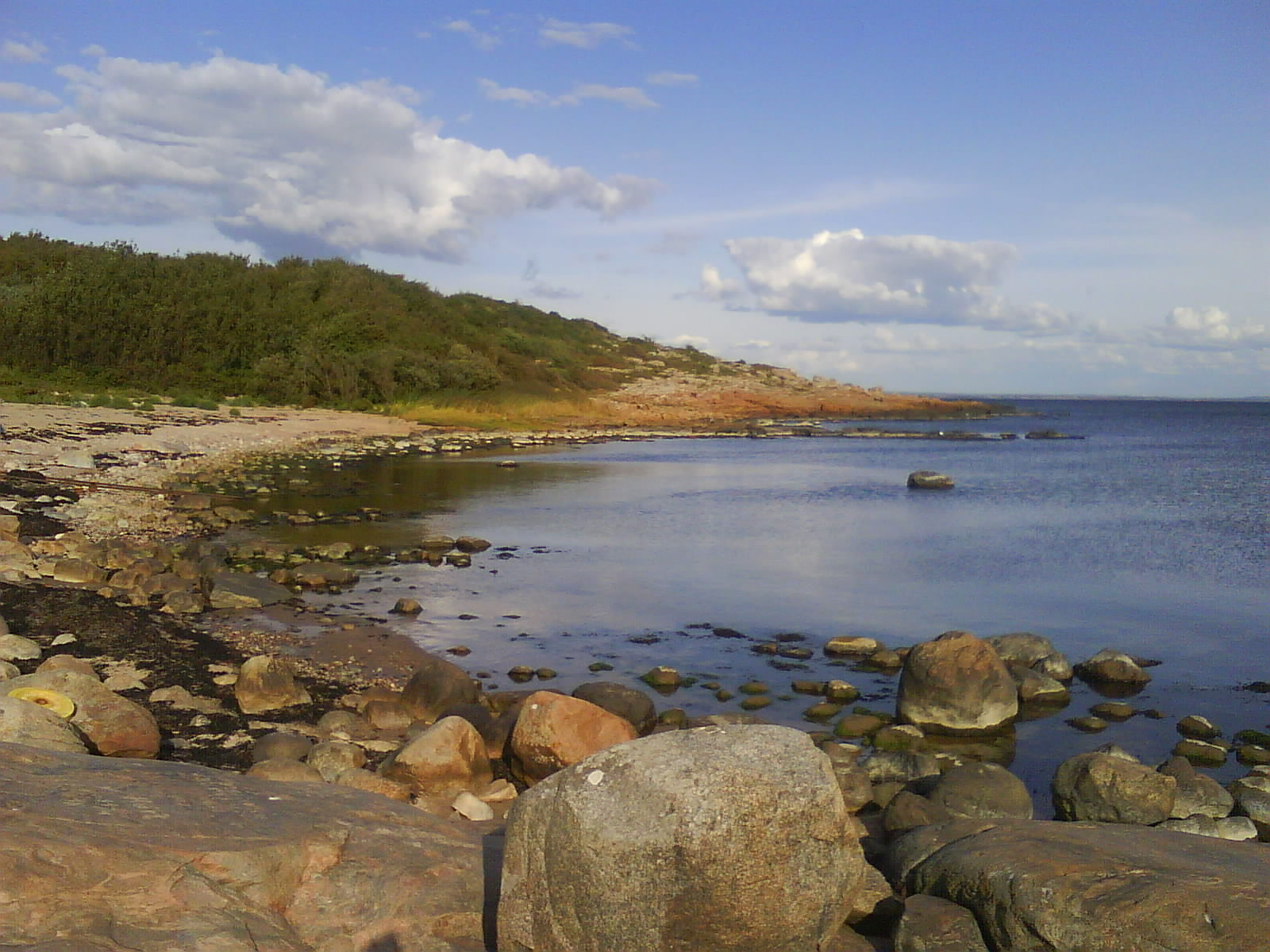
Штиль в Tjuvahålan